# Hyalospila aeluroa
Hyalospila aeluroa är en fjärilsart som beskrevs av Herbert H. Neunzig och Dow 1993. Hyalospila aeluroa ingår i släktet Hyalospila och familjen mott. Inga underarter finns listade i Catalogue of Life.